# Gaetano Cozzi
Gaetano Cozzi (Zero Branco, 15 settembre 1922 – Venezia, 15 marzo 2001) è stato uno storico italiano.

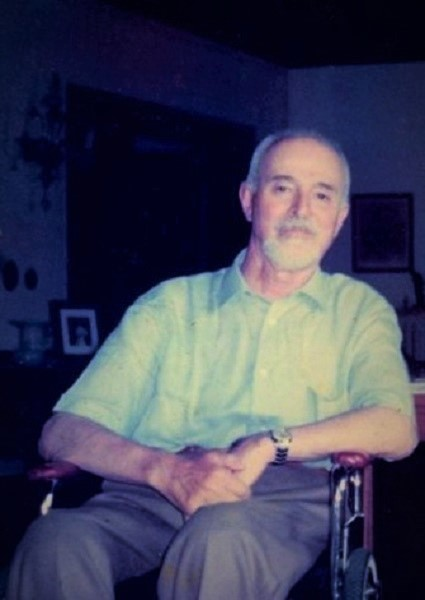
Dott. Prof. Gaetano Cozzi, a casa in Campo San Barnaba, Venezia, Italia, 1997.

Storico di fama internazionale, docente universitario, collaboratore di importanti istituzioni culturali (Fondazione Giorgio Cini e Fondazione Benetton Studi Ricerche), si è occupato della storia veneziana e veneta, con attenzione particolare rivolta alle istituzioni, al rapporto tra diritto e società, all'ambiente culturale.

## Biografia

### Formazione e periodo milanese
Nasce a Zero Branco il 15 settembre 1922 da Elsa Olivetti e da Giovanni Cozzi.

Trascorre l'infanzia e l'adolescenza a Legnano. Inizia il liceo nella Scuola Militare di Milano, poi, saltando un anno, entra nella Accademia di Modena da cui esce nel marzo 1942 come sottotenente degli Alpini.Poche settimane dopo, mentre frequenta la scuola di Applicazione di Parma, è colpito da una grave infezione scatenata da un vaccino iniettatogli per curare le conseguenze di una ferita ad una gamba dovuta al calcio di un cavallo. Dopo qualche mese la malattia si stabilizza lasciandolo paralizzato agli arti inferiori.Dapprima tentativi di cura e poi la condizione di infermità lo costringono alla frequente degenza negli ospedali; ma la lotta, anziché abbatterlo, lo stimola intellettualmente e umanamente.
(G. Cozzi, La storia come esperienza umana, pp. 22-23.)
Nonostante le limitazioni dovute alla malattia, Cozzi, dopo l'armistizio dell'8 settembre del 1943, comincia a interessarsi di politica, entrando in contatto, attraverso Vittorio Enzo Alfieri, allievo di Benedetto Croce e convinto antifascista, con il Partito liberale, ricostituito nell'estate del 1943 per iniziativa di Benedetto Croce e Luigi Einaudi. Così partecipa alla Resistenza “disteso su un letto di ospedale - scrivendo su giornaletti che facevano un po' di attività di propaganda”. Più tardi, uscirà dal Partito liberale su posizioni di sinistra, seguendo il Partito radicale nel suo sorgere; diventerà seguace della rivista Il Mondo di Mario Pannunzio; entrerà nel gruppo Unità Popolare, nato il 1º febbraio 1953, dove c'erano soprattutto ex azionisti, e con cui si batterà contro la Legge Truffa.
Nel frattempo, superando tutti i problemi e le difficoltà dovute alla paralisi, prepara da privatista gli esami universitari e riesce a laurearsi, nel 1949, in Storia del diritto italiano all'Università degli Studi di Milano, con Enrico Besta. La tesi è su Paolo Sarpi e sulle relazioni tra Stato e Chiesa.
Gli autori che più influiscono sulla sua formazione universitaria, e che spiegano anche la scelta politico-religiosa dell'argomento della tesi, sono Benedetto Croce e Adolfo Omodeo, di cui Cozzi amava soprattutto l'interpretazione di Giovanni Calvino come portatore di libertà. Poi avrebbe continuato con Piero Gobetti, “che additava la ragione della debolezza del nostro carattere nazionale alla mancanza della riforma protestante”.

### Trasferimento a Venezia e inizio dell'attività di storico
Incoraggiato a proseguire gli studi da Besta e dal suo allievo Gian Piero Bognetti, si trasferisce a Venezia, patria della madre, e inizia le ricerche d'archivio, collaborando per qualche periodo con l'istituto di Milano.
La vita veneziana non era facile per un paraplegico. Inoltre il centro storico della città era molto affollato (170.000 abitanti, contro i meno di 60.000 di oggi), il che rendeva ancora più difficile trovare un alloggio.
Riesce a sistemarsi prima nella foresteria di Ca’ Foscari, grazie a Gino Luzzatto, allora rettore, poi all'Istituto Giustinian, fino a quando, nel 1955, può entrare in una casa, di proprietà della madre Elsa, situata in Piscina S. Samuele.
Lasciando da parte le ricerche su Paolo Sarpi, si dedica allo studio di un'antica magistratura veneziana, quella degli Esecutori contro la Bestemmia, che perseguiva non solo reati di carattere politico-religioso, ma anche comportamenti irregolari, lontani dai valori ufficiali.
A questi primi anni veneziani risalgono le amicizie con Alberto Tenenti e Ruggero Romano. Il primo lo avvicina alla storiografia francese; il secondo gli fa conoscere Fernand Braudel, uno dei padri delle “Annales”, che Cozzi incontra a Venezia (anche se poi gli preferirà, per il metodo storico, Lucien Febvre, un altro dei fondatori delle “Annales”).
Nel 1955 nasce a Venezia l'Istituto per la storia della società e dello Stato Veneziano della Fondazione Giorgio Cini e viene chiamato a dirigerlo Gian Piero Bognetti, il quale, conoscendolo dall'epoca della tesi a Milano, lo propone come segretario dell'Istituto. Non potendo essere assiduo nella presenza come altri segretari, Cozzi cerca di compensare le sue assenze fisiche con una più intensa produzione storica.
Dopo aver pubblicato alcuni articoli, nel 1958 “scrive” il suo primo libro: Nicolò Contarini. Di fatto non lo compone di propria mano, perché costretto, dalla malattia, a rimanere disteso sul letto, ma lo detta alla mamma Elsa. Nicolò Contarini, eletto doge della Serenissima nel 1630, era uno dei personaggi più amati dallo storico veneziano.
(G. Cozzi, La storia come esperienza umana, p. 50.)

### L'insegnamento universitario
Nel 1960 riceve un incarico per l'insegnamento della storia presso la Facoltà di lingue e letterature straniere a Venezia. Nel 1960, partecipando ad un incontro organizzato dalla Fondazione Giorgio Cini, incontra la futura moglie Luisa Zille e il 20 ottobre 1962 la sposa a Venezia.
Inizia con lei, esperta in filologia, un rapporto non solo affettivo, ma anche di collaborazione, specie con la ripresa degli studi sarpiani, che porterà, nel 1969, all'edizione delle opere complete di Paolo Sarpi nelle edizioni Ricciardi.
(G. Cozzi, La storia come esperienza umana, p. 56.)
Qualche anno dopo il matrimonio, nel 1965, partecipa a un concorso, per una cattedra di storia medievale e moderna, bandito dall'Università degli Studi di Cagliari.
Nel 1966 viene chiamato ad insegnare storia medievale e moderna alla Facoltà di Scienze politiche dell'Università degli Studi di Padova, una delle più prestigiose e antiche del mondo.
Nel 1970 torna ad insegnare a Ca' Foscari, ma questa volta nella nuova facoltà di Lettere e Filosofia, dove si batterà per la nascita di un Corso di laurea in Storia, appoggiato da pochi “fedelissimi” come Giovanni Scarabello.
Nel 1972 viene invitato, assieme alla moglie Luisa, a un soggiorno presso l'Institute of Avanced Studies di Princeton.
Convinto sostenitore delle battaglie per i diritti civili del Partito radicale, nel 1974 si batte personalmente nella campagna contro l'abrogazione della legge sul divorzio, facendo anche dei comizi. Poi si distacca dal partito per l'eccessivo potere del leader Marco Pannella.
(G. Cozzi, La storia come esperienza umana, p. 61.)
Nella seconda metà degli anni '70, oltre a dedicarsi all'insegnamento di storia moderna, promuove tra i suoi collaboratori e studenti, anche attraverso la pratica dei seminari (molto seguiti), una serie di ricerche riconducibili sotto il titolo di “Stato e giustizia nella Repubblica di Venezia nell'età moderna”, con il contributo del CNR (Consiglio Nazionale delle ricerche).
Verranno così alla luce, nel 1980, i primi studi: sull'amministrazione della giustizia penale nel Dominio veneto (Claudio Povolo), sul carcere (Giovanni Scarabello), sulla pena della galera (Andrea Viario), sugli Esecutori contro la Bestemmia (Renzo Derosas), sugli Auditori Nuovi (Ceferino Caro Lopez), sulla donna nella giustizia penale (Madile Gambier), sulla lingua giudiziaria (Paolo Frassòn); Nel 1984 esce poi, con la sua prefazione, il lavoro sui vagabondi di Francesca Meneghetti.
Nello stesso anno Cozzi riceve il prestigioso premio Chiodo per la storiografia da parte dell'Accademia dei Lincei.
Nel 1985 viene alla luce il secondo volume di Stato società e giustizia, prevalentemente incentrato sul Dominio Veneto, con i contributi di Antonio Menniti Ippolito (la dedizione di Brescia), di Sergio Zamperetti (le istituzioni rurali), Danilo Gasparini (signori e contadini a Valmareno), Enrico Basaglia (la questione delle taglie), Antonella Barzazi (i Consultore in jure e la feudalità), Laura Megna (l'elezione dei rettori), Ernesto Garino (i testamenti), Giovanni Scarabello (i progetti di riforma del diritto veneto criminale).
Nel 1986 esce, a cura di Cozzi e Michael Knapton il primo volume della Storia della Repubblica di Venezia, della UTET, nell'ambito di una Storia d'Italia diretta da Giuseppe Galasso (il secondo volume uscirà nel 1992).
Lo scopo è dimostrare da un lato la simbiosi venutasi a creare tra Venezia e la terraferma, dall'altro l'ambizione della Serenissima a diventare egemone in Italia, in competizione con la Chiesa, e nel Mediterraneo.

### L'attività degli ultimi anni
Nel frattempo Cozzi diviene Direttore dell'Istituto di storia della Società e dello Stato Veneziano della Fondazione Cini (affiancato dal segretario Gino Benzoni, che poi diventerà a sua volta Direttore), membro dell'Accademia dei Lincei e nel 1987 è consigliere amministratore della neonata trevigiana FBSR (Fondazione Benetton Studi e Ricerche), assieme all'architetto Domenico Luciani: in questo istituto di terraferma avvia una serie di ricerche su temi a lui cari: il paesaggio, le campagne, l'emigrazione, i giochi. Lascerà alla Fondazione, che gli ha intitolato una borsa di studio annuale sul gioco, la sua casa di Zero Branco, adibita a centro culturale.
Nel 1998 si conclude la sua attività di docenza, con una cerimonia in suo onore presso l'Università Ca' Foscari e il riconoscimento del titolo di professore emerito.
A tutte queste attività si alternano lunghi periodi di degenza in ospedale, a causa di complicazioni del suo stato di salute.
Nel 1995 subisce un altro duro colpo quando Luisa, soggetta a forme di depressione, decide di togliersi la vita. Tre anni dopo muore anche la madre Elsa, ormai centenaria.
Il 15 marzo 2001, all'età di 78 anni, anche Cozzi cessa di vivere a Venezia. Viene sepolto nel cimitero di Zero Branco, accanto alla compagna della sua vita, Luisa. Sulla lapide, l'iscrizione "Ancora insieme, sempre insieme".
Una commemorazione di Gaetano Cozzi è stata tenuta dal professor Gino Benzoni, amico di una vita, presso l'Istituto Veneto di Scienze Lettere ed Arti il 23 marzo 2002.

## Opere
- Il doge Nicolò Contarini. Ricerche sul patriziato veneziano agli inizi del Seicento, Venezia-Roma, Istituto per la collaborazione culturale (Civiltà veneziana. Studi, 4), 1958.
- Note su tribunali e procedure penali a Venezia nel ‘700, in «Rivista Storica Italiana», LXXVII, IV, 1965, pp. 931-952.
- Galileo Galilei, Paolo Sarpi e la società veneziana, Firenze, Barbera, 1965. È stato ripubblicato con il titolo Paolo Sarpi tra Venezia e l'Europa, Torino, Einaudi, 1979.
- 'Paolo Sarpi, La Repubblica di Venezia la Casa d'Austria e gli Uscocchi. Aggionta e supplimento all'Istoria degli Uscochi. Trattato di pace et accomodamento, a cura di Gaetano e Luisa Cozzi, Bari, Laterza, 1965 (Scrittori d'Italia, 231).
- Paolo Sarpi, in Storia della letteratura italiana, Vol. V, Il Seicento, diretta da Emilio Cecchi e Natalino Sapegno, Milano, Garzanti, 1967, pp. 361–413.
- Politica e diritto nei tentativi di riforma del diritto penale veneto nel Settecento, in Sensibilità e razionalità nel Settecento, a cura di Vittore Branca, II, Firenze, Sansoni (Civiltà europea e civiltà veneziana. Aspetti e problemi, 5), 1967, pp. 373–421.
- Religione, moralità e giustizia a Venezia: vicende della magistratura degli Esecutori contro la bestemmia, Padova, C.L.E.U.P., 1967-1968.
- Marin Sanudo il giovane: dalla cronaca alla storia (Nel V centenario della sua nascita), «Rivista Storica Italiana», LXXX, II, 1968, pp. 297–314.
- Paolo Sarpi, Opere, a cura di Gaetano e Luisa Cozzi, Milano- Napoli, Ricciardi, 1969;
- Authority and the Law in Renaissance Venice, in J.R. Hale (ed. by), Renaissance Venice, London, Faber and Faber, 1973, pp. 293–345.
- Voce Sarpi, Paolo (1552-1623), in Dizionario critico della letteratura italiana, vol. III, diretto da Vittore Branca, Torino, UTET, 1973, pp. 308–312.
- Ambiente veneziano, ambiente veneto, in Stefano Rocco-Mazzinghi (a cura di), L'uomo e il suo ambiente, Firenze, Sansoni (Quaderni diiente veneziano, ambient San Giorgio, 34), 1973, pp. 93–146.
- Padri, figli e matrimoni clandestini (metà sec. XVI - metà sec. XVIII), «La Cultura», XIV, 2-3, 1976, pp. 169–213.
- La giustizia e la politica nella Venezia seicentesca (1630-1677), in La formazione storica del diritto moderno in Europa, Atti del terzo congresso internazionale della Società italiana di Storia del diritto, I, Firenze, Olschki, 1977, pp. 355–406.
- La giustizia e la politica agli albori dell'età moderna, in Elena Fasano Guarini (a cura di), Potere e società negli stati regionali italiani del ‘500 e ‘600, Bologna, il Mulino, 1978.
- Note su Carlo Goldoni, la società veneziana e il suo diritto, in «Atti dell'Istituto veneto di scienze, lettere ed arti», CXXXVII, 1978-1979, pp. 141-157.
- Paolo Sarpi tra Venezia e l'Europa, Torino, Einaudi, 1979 (Piccola Biblioteca Einaudi, 356), pp. 135-234.
- La donna, l'amore e Tiziano, in Tiziano e Venezia. Convegno internazionale di studi. Venezia 1976, Vicenza, Neri Pozza, 1980, pp. 47-63.
- Gaetano Cozzi (a cura di), Stato società e giustizia nella Repubblica veneta (sec. XV-XVIII), Roma, Jouvence, 1980.
- Repubblica di Venezia e Stati italiani. Politica e giustizia dal secolo XVI al secolo XVIII, Torino, Einaudi, 1982.
- Ambiente veneziano, ambiente veneto. Governanti e governati nel dominio di qua dal Mincio nei secoli XV-XVIII, in Storia della cultura veneta, diretta da Girolamo Arnaldi e Manlio Pastore Stocchi, Il Seicento, 4/II, Vicenza, Neri Pozza, 1984, pp. 495-539.
- Gaetano Cozzi (a cura di), Stato società e giustizia nella Repubblica veneta (sec. XV-XVIII), II, Roma, Jouvence, 1985.
- Gaetano Cozzi - Michael Knapton - Giovanni Scarabello (a cura di), La Repubblica di Venezia in età moderna. Dal 1517 alla fine della Repubblica, Torino, UTET, 1992 (Storia d'Italia, diretta da G. Galasso, vol. XII, tomo II).
- Gaetano Cozzi - Paolo Prodi (a cura di), Storia di Venezia. Vol. VI. Dal Rinascimento al Barocco, Roma, Istituto della Enciclopedia Italiana, 1994. Scrive: Venezia dal Rinascimento all'Età barocca, pp. 3–125.
- Venezia barocca. Conflitti di uomini e idee nella crisi del Seicento veneziano, Venezia, Il Cardo, 1995.

## Fondo librario
Un nucleo consistente della biblioteca personale di Gaetano Cozzi, comprendente circa 1300 volumi e 40 testate di periodici, è stato acquisito nel 2002 dall' Università Ca' Foscari Venezia ed è oggi consultabile su richiesta presso la Biblioteca di Area Umanistica (BAUM).